# Nguru
Nguru je švýcarská ska kapela z Churu. Byla založena v roce 1996.

## Historie
Skupina pochází z Churu. Krátce po svém vzniku si šestičlenná skupina získala dobrou pověst jako živá kapela a v roce 1997 poprvé vystoupila mimo Chur. V roce 1998 se o nich dozvědělo vydavatelství Leech Records a po několika koncertech a vystoupeních natočili v roce 2000 svou první desku s názvem Twelvepack. Recenze byly převážně pozitivní a umožnily jim hrát na velkých pódiích během posledních dvou let jako předkapela mezinárodních ska velikánů, jako jsou New York Ska-Jazz Ensemble a Skarface .
V roce 2001 skupina nahrála své druhé album Timezone II . Kromě ska jsou na albu zastoupeny i reggae, dub a hip-hopové beaty.
V roce 2004 vydali album Songs from the Boondocks .
V roce 2007 vydali své album IV: With Bleeding Hearts Through Burning Skies .
V roce 2015 vydali své poslední album Wolfpack .

## Diskografie
- 2000: Twelvepack (Leech Records)
- 2002: Timezone II (Leech Records)
- 2004: Songs from the Boondocks (Leech Records)
- 2007: IV: With Bleeding Hearts Through Burning Skies (Leech Records)
- 2015: Wolfpack

- Oficiální stránky
- Matthias Tscharner aka Malenco na Myspace